# Zöblitz
Zöblitz est une ancienne commune de Saxe (Allemagne), située dans l'arrondissement des Monts-Métallifères. La ville est mentionnée pour la première fois dans un document de 1323 comme ville frontalière du pays de la Pleiße et comme poste de douane. Depuis le 31 décembre 2012, elle est rattachée à la ville de Marienberg.

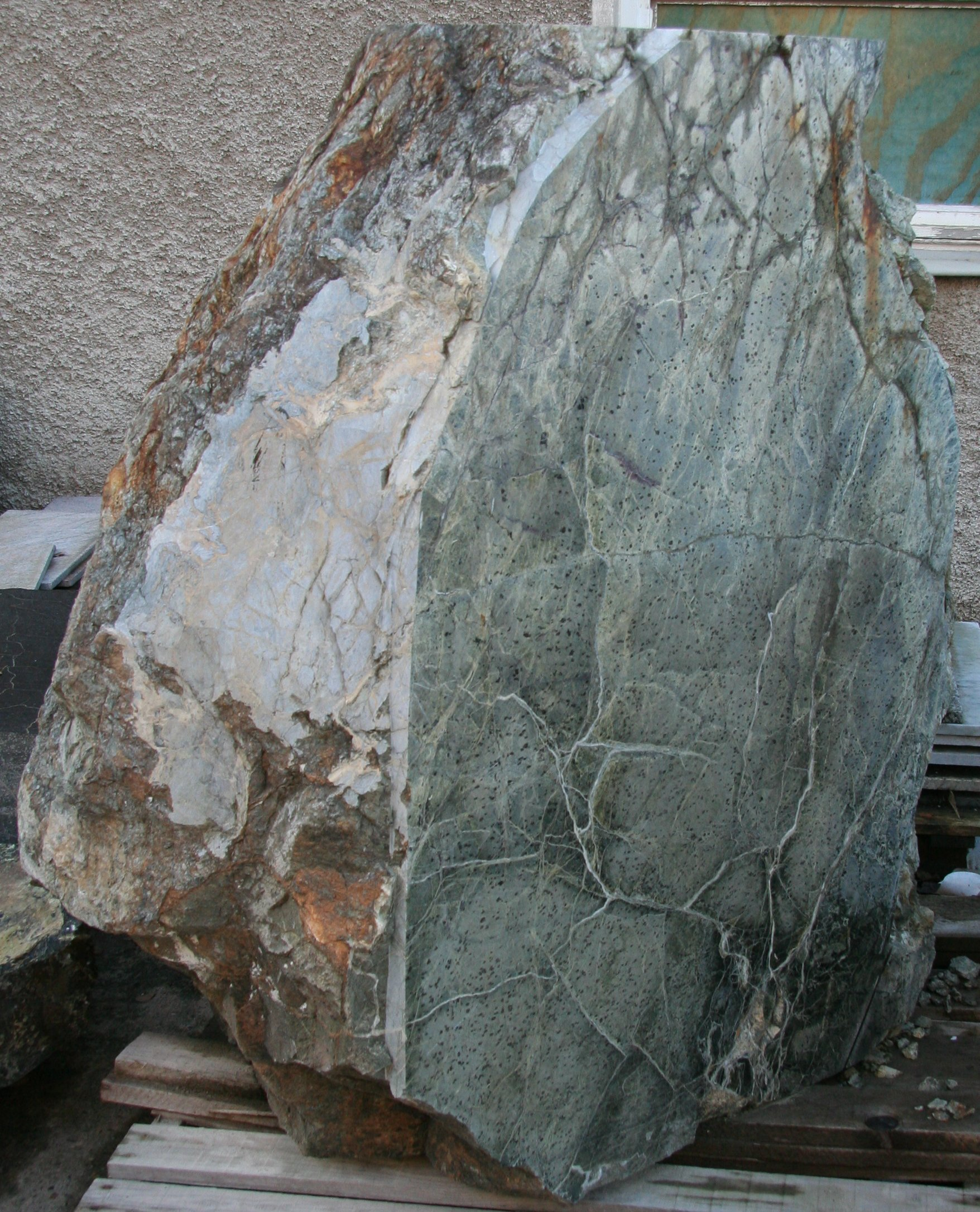
Bloc de serpentinite de Zöblitz

Zöblitz est connu pour ses carrières de Serpentinite et les atéliers de chariotage de pierre.